# Ariel Garcé
Ariel Hernán Garcé (Tandil, 14 luglio 1979) è un ex calciatore argentino, di ruolo difensore.

## Carriera

### Nazionale
Nel 2010 a sorpresa l’allora ct della nazionale argentina Diego Armando Maradona lo inserisce tra i convocati per il mondiale in SudAfrica dove non scenderà mai in campo.